# L'Omnibus Panthéon-Courcelles
L'Omnibus Panthéon-Courcelles est un tableau réalisé vers 1890 par le peintre français Pierre Bonnard. De format vertical, cette huile sur toile est une scène de genre qui représente un omnibus parisien mû par trois chevaux. La composition saisit en contre-plongée ce véhicule de la Compagnie générale des omnibus assurant la liaison entre le Panthéon et la place de Courcelles. L'œuvre est conservée à la Fondation Bemberg, un établissement muséal toulousain constitué autour de l'ancienne collection privée de Georges Bemberg.